# Monts Maluti
Les monts Maluti (selon la terminologie en français,,) ou Maloti sont un massif de montagnes des hauts plateaux du Lesotho. Ils s'étendent au Lesotho et sur environ cent kilomètres dans la province de l'État libre en Afrique du Sud. Ils font partie du massif du Drakensberg qui couvre une large partie de ce dernier pays. Maloti est aussi la forme plurielle pour le loti, la monnaie du Lesotho. Ils forment la partie nord de la frontière entre le district de Butha-Buthe au Lesotho et la province sud-africaine de l'État libre.

## Géographie

### Physiographie

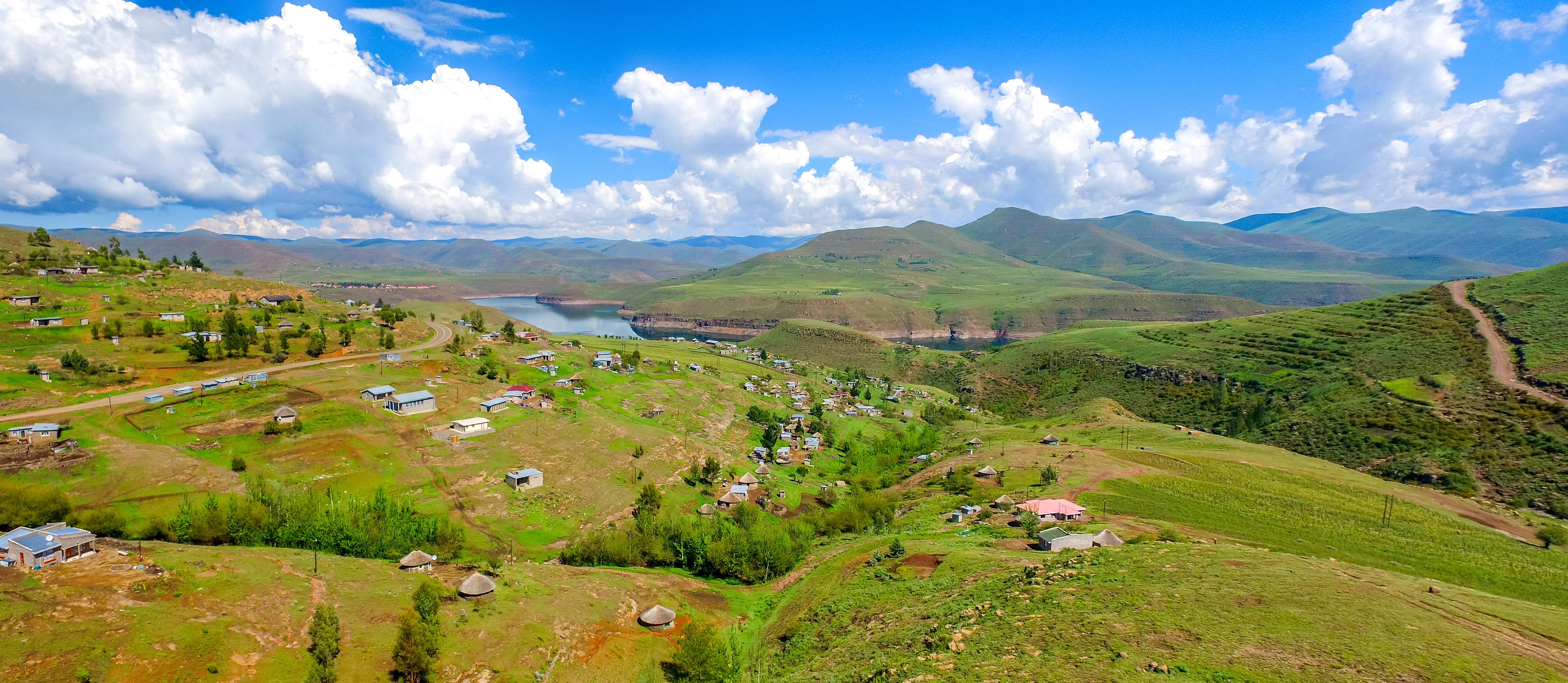
Vue aérienne d'un village dans les monts Maluti.

La chaîne prend la forme d'un plateau afroalpin composé essentiellement de basalte qui atteint presque 3 500 mètres d'altitude. Il s'étend entre le district de Butha-Buthe au Lesotho et la province de l'État libre en Afrique du Sud. Son point culminant est le Thabana Ntlenyana (3 482 m), situé au nord-est du massif ; c'est le plus haut sommet d'Afrique au sud du Kilimandjaro. Le pic Namahadipiek (3 291 m) est, quant à lui, le point culminant de la province de l'État libre. Il gèle sur les plus hauts sommets et on peut y trouver de la neige même en été.
La biorégion est faite de grès et de shale surmontés de basalte. Les reliefs accidentés du massif le rendent difficilement accessible et empêchent toute exploitation significative de ses richesses minérales. La topographie est différente selon les pays traversés. Au Lesotho, les montagnes forment une zone continue de hautes terres, surmontées de pics arrondis avec des vallées profondes incisant ses flancs, drainant des cours d'eau qui se jettent dans la Senqu (nom du cours supérieur du fleuve Orange dans sa partie coulant au Lesotho). Dans la partie sud-africaine, d'abruptes falaises de basalte dévoilent des contreforts composés de grès. La roche est entaillée par des vallées fluviales orientées vers l'est.

### Hydrographie

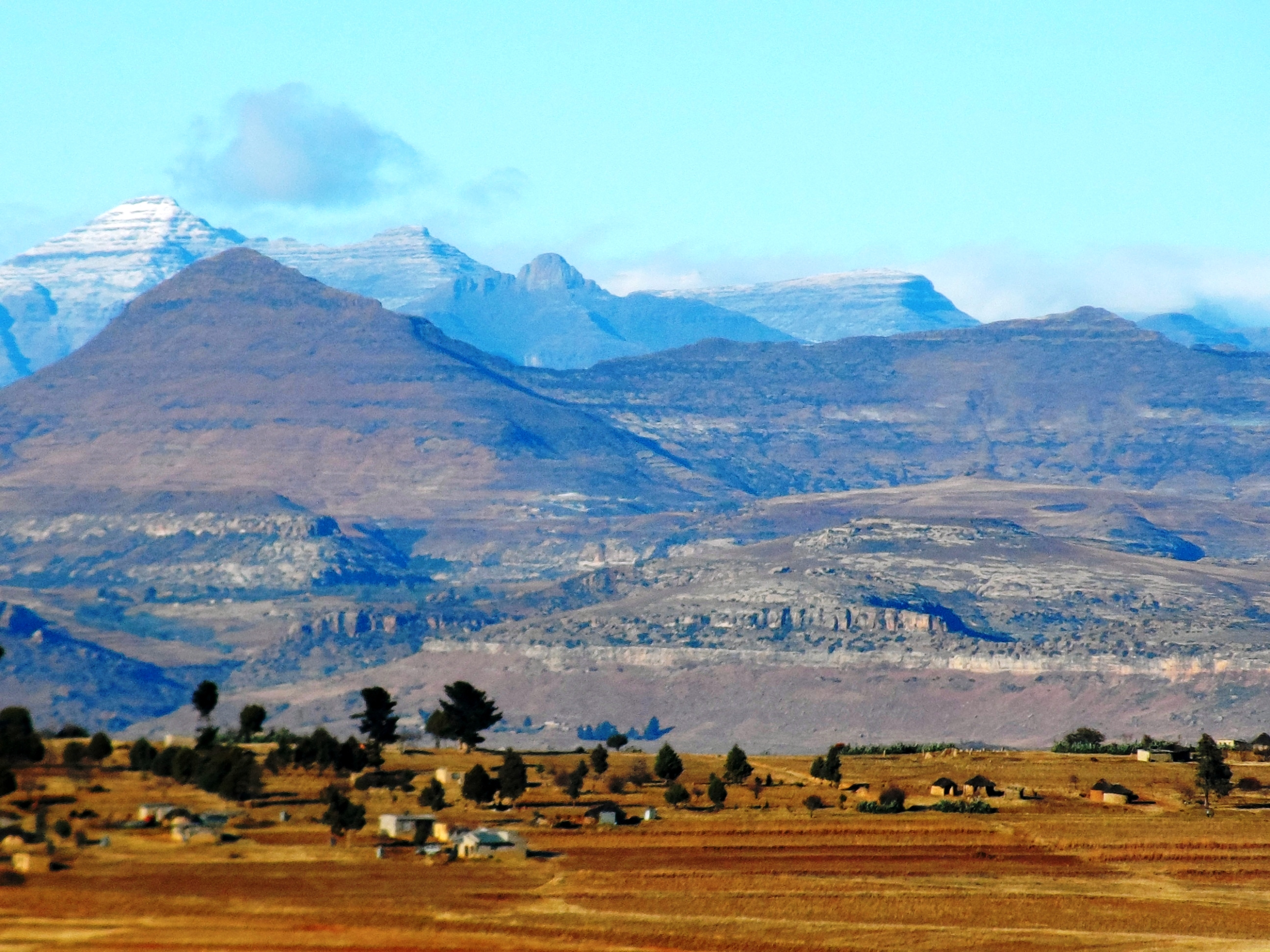
Panorama des monts Maluti avec des sommets enneigés à l'arrière-plan.

La région est généralement sèche entre mai et septembre, mois d'hiver dans l'hémisphère sud. La neige est présente toute l'année. Cette neige, ainsi que le fleuve Orange, la rivière Tugela, la Makhaleng et les affluents de la rivière Celadon (connue sous le nom de Mohokare au Lesotho) qui y ont leur source, en font le château d'eau de l'Afrique du Sud,.

## Activités

### Économie

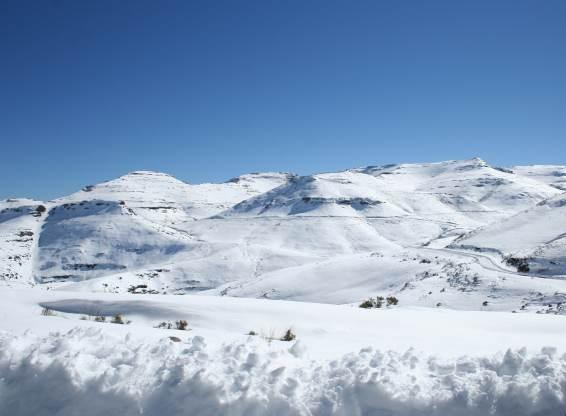
Vue de sommets enneigés des monts Maluti au Lesotho.

La population majoritaire des montagnes, dans les deux pays concernés, est celle des Basotho qui pratiquent essentiellement l'élevage et l'agriculture. Il existe cependant une petite activité touristique animée par les Sud-Africains. La topographie de la partie sud-africaine est plus favorable à l'élevage, aux cultures de rente et au tourisme. Mais les températures extrêmes de l'hiver rendent cette dernière activité saisonnière. Les mont Maluti abritent cependant deux des rares sites permettant de pratiquer le ski en Afrique.

### Protection environnementale
Depuis le début des années 1980, les autorités du Lesotho et celles d'Afrique du Sud se sont rapprochées afin de gérer conjointement les espaces naturels et l'héritage culturel de la région. Cela a amené la « déclaration de Giant's Castle » en 1997. Les deux pays ont consenti des efforts concertés pour la protection et l'usage durable des ressources.
Le parc national des Golden Gate Highlands englobe une partie de l'extrémité nord-est des monts Maluti. S'y situent aussi le parc national Sehlabathebe, géré par le Lesotho, et le parc du Drakensberg, qui s'étend au Lesotho et sur la province sud-africaine du KwaZulu-Natal. Ces parcs forment ensemble la zone de conservation transfrontalière Maloti-Drakensberg, nommée parc Maloti-Drakensberg (en).

### Conservation culturelle
La région est une importante zone historique et culturelle. On trouve ainsi, dans le parc Maloti-Drakensberg, inscrit sur la liste du patrimoine mondial de l'UNESCO depuis 2000, la plus forte concentration de peintures rupestres au sud du Sahara. Ces peintures sont dues aux San, occupants des terres depuis quatre millénaires.